# クライストチャーチ国際空港
クライストチャーチ国際空港 (クライストチャーチこくさいくうこう、英: Christchurch International Airport) は、ニュージーランド南島を担当する国際空港。
年間利用者数は約693万人。オークランド国際空港に続き2番目の乗客数を持つ国際空港である。夏季に強烈な北西風（フェーン現象）の影響を受ける為、滑走路は十字型に配置されている。

## 歴史
1935年にクライストチャーチ市議会がヘアウッドに新空港建設を決定。1940年にヘアウッド空港として開港した。1940年から1945年まで、ニュージーランド空軍の拠点基地となる。1950年に国内初となる国際空港の認可を取得し開港。空港名をヘアウッド空港からクライストチャーチ国際空港に改称する。1955年からアメリカ空軍南極中継拠点となる。1990年に隣接する敷地に「国際南極センター」が設立され一般公開されている。
王立ニュージーランド空挺団とアメリカ合衆国南極プログラム(USAP)の南極観測拠点空港となっている。南極への観測飛行が行われる8月から2月の間は、駐機中のC-130（ハーキュリーズ）、LC-130、C-17（グローブマスター）などの大型輸送機を見かけることがある。
空港に隣接する国際南極センター（International Antarctic Centre）は、南極調査の展示・体感施設を兼ねた施設として一般公開されている。
国際南極センターは南極観測隊の専用施設として、ニュージーランド・アメリカ・イタリア南極観測隊の活動拠点地としての業務を担当している。

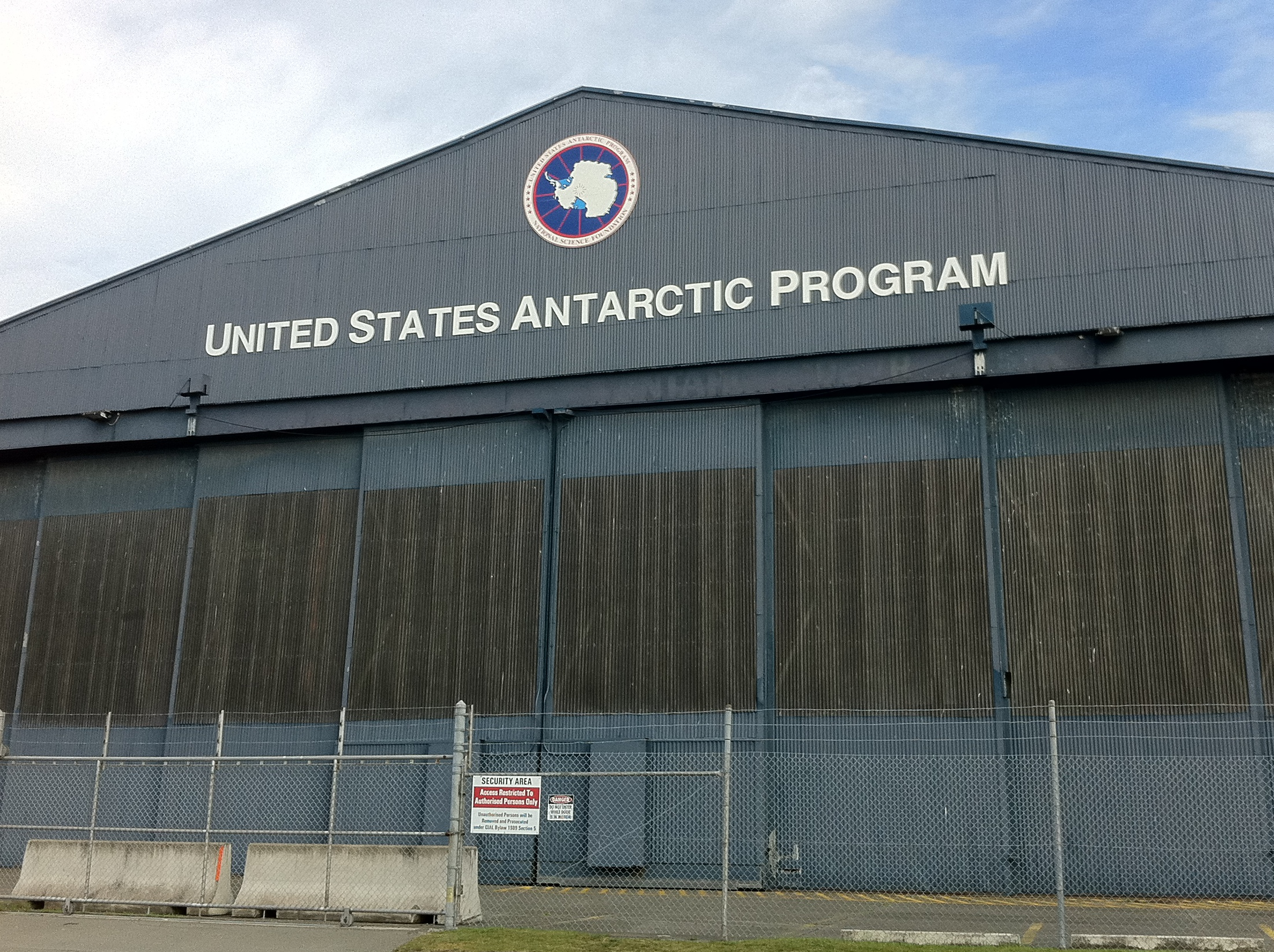
空港内に設置されているアメリカ合衆国南極プログラム(USAP)専用ハンガー

## ターミナルビル
- 駐機場

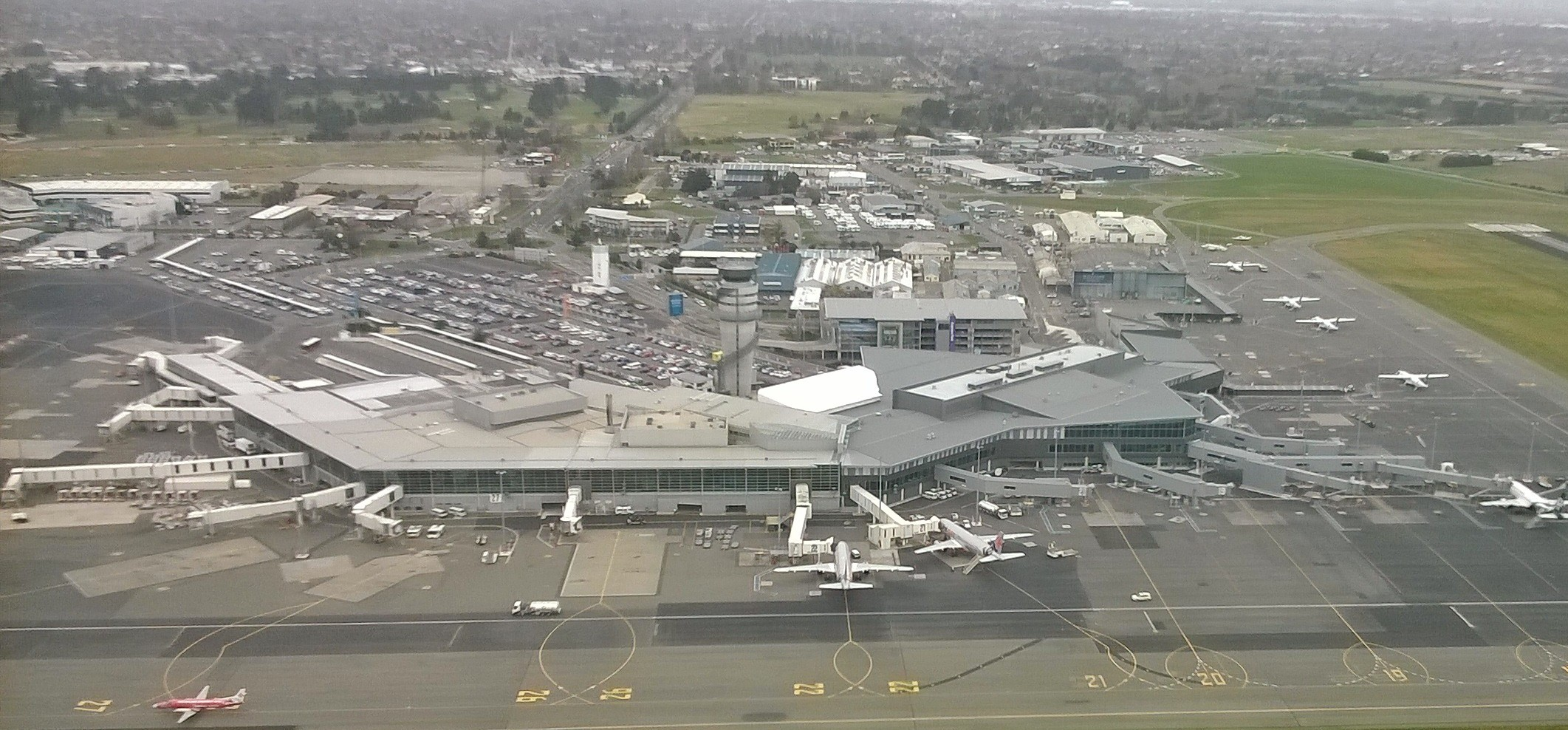
ターミナルの鳥瞰図

  - 合計45スポット（工事により一部閉鎖中の物を含む）
  - 国内線旅客 Domestic Terminal
    - ボーディングブリッジ有 2, 3, 6, 7, 8, 9
    - ボーディングブリッジ無 1A, 1B, 1C, 1D, 1E, 1F, 4, 5, 8S, 10

  - 国際線旅客 International Terminal
    - ボーディングブリッジ有 24, 25, 26, 27, 28, 29, 30, 31, 32, 35
    - ボーディングブリッジ無 23, 32, 33, 34

  - 郵便・貨物 NZ Post / Cargo
    - P10, P11, P12, P14, P15, P16, P17

  - 南極観測（米空軍） Antarctic Programme
    - Z1, Z2, Z3, Z4, Z5, Z6, Z7A, Z7B, Z8

- 運用時間：24時間

- ターミナル利用時間：5:00 - 1:00

## 就航路線

### 国内線
| 航空会社             | 就航地 |
| -------------------- | --- |
| ニュージーランド航空 | オークランド、ハミルトン、ウェリントン、ダニーデン、クイーンズタウン、インバーカーギル、ホキティカ、ネルソン、パーマストンノース、ネーピア、ニュープリマス、ロトルア、タウランガ |
| エア・チャタム       | チャタム諸島 |
| サウンズ・エア       | ブレナム、ワナカ |
| ジェットスター       | オークランド、ウェリントン |

### 国際線
| 航空会社                      | 就航地                                                                                         |
| ----------------------------- | ---------------------------------------------------------------------------------------------- |
| ニュージーランド航空 (NZ)     | シドニー、メルボルン、ブリスベン、ゴールドコースト、アデレード(2025年10月27日より運航開始予定) |
| カンタス航空                  | シドニー、メルボルン、ブリスベン                                                               |
| ジェットスター航空 (JQ)       | メルボルン、ゴールドコースト                                                                   |
| フィジー・エアウェイズ (FJ)   | ナンディ                                                                                       |
| シンガポール航空 (SQ)         | シンガポール                                                                                   |
| 中国南方航空 (CZ)             | [季節運航] 広州                                                                                |
| キャセイパシフィック航空 (CX) | [季節運航] 香港                                                                                |
| エミレーツ航空 (EK)           | ドバイ、シドニー                                                                               |
| ユナイテッド航空 (UA)         | [季節運航] サンフランシスコ                                                                    |

### 貨物便
| 航空会社           | 就航地                                       |
| ------------------ | -------------------------------------------- |
| エアフライトNZ     | オークランド、パーマストンノース             |
| エア・ポスト       | オークランド、ダニーデン、パーマストンノース |
| カンタス・フライト | シドニー                                     |

### 旅客便就航都市一覧
ニュージーランド国内
- オークランド、ウェリントン、ダニーデン、クイーンズタウン、ブレナム、ハミルトン、ホキティカ（英語版）、インバーカーギル、ネーピア、ネルソン、ニュープリマス、パーマストンノース、ロトルア、タウランガ、ワナカ
- チャタム諸島

- オーストラリア : ブリスベン、ゴールドコースト、メルボルン、シドニー
- フィジー : ナンディ
- 中国 : 広州
- 香港
- シンガポール
- アラブ首長国連邦 : ドバイ
- アメリカ合衆国 : サンフランシスコ

かつてはニュージーランド航空によって、成田国際空港と関西国際空港にも直行便が飛んでいた。しかし、2009年3月より関西線は廃止され、成田線も夏期のみ運航されるようになった。その後、2015年3月28日をもって成田線も運休となった。

## 航空学校・遊覧飛行
以下の航空会社はこの空港を拠点に飛行学校・遊覧飛行を運営している。
- カンタベリーエアロクラブ （空港敷地内 滑走路を挟んだターミナルの反対側）
- インターナショナル エィビエーション アカデミー オブ ニュージーランド
  - 小型機貸し出し
  - PPL プライベート パイロット ライセンス （日本にて自家用に書き換え可能）
  - CPL コマーシャル パイロット ライセンス
  - ATPL エアライン トランスポート パイロット ライセンス

- ヘリセンター （空港敷地内 滑走路を挟んだターミナルの反対側）
  - PPL
  - CPL など

- ガーデンシティ ヘリコプター （空港敷地外 ターミナル側）
  - 遊覧飛行 など

## 空港アクセス
空港は市中心部より西北西、約5NM（9km）に位置しており、空港の目の前には南北に国道1号線、空港と市中心部を直結する、空港通（Memorial Avenue, Fendalton Road 道路名称は変わるが一直線）が東西方向に走っている。
空港通は高速道路ではなく、60km/hの大通りである。
国道1号線の空港周辺の制限速度は80km/hである。
ちなみに、ニュージーランドの公道の制限速度は速度標識が無い限り50km/h。

### 自動車
市中心部より車で約20分で到着できる。
市中心部を挟んだ、南東側の地域からも約40 - 50分で到着できる。

### タクシー
約20分で市中心部に到着できる。料金は通常約NZ$25 - 30ほど。（内訳は$5空港使用料、$2.00/kmの合計である。）
最新・詳細なページはBlue Star Taxis Faresを参照のこと。

### リムジンバス
市バス(red bus)が市中心部より、超低床で車体が長く（52席）、荷物置場が豊富な空港特別仕様車が乗り入れている。中心部-空港間は通常約30 - 40分（red bus ウェブページ上では30分）で結ばれる。
- 停留所
  - 空港
  - バーンサイド高校
  - フェンダルトンモール
  - モナベール庭園
  - 大聖堂広場
  - バスターミナル
  - モナベール庭園
  - フェンダルトンモール
  - バーンサイド高校
  - 空港

- 運賃 どの区間を乗っても一律
  - 大人 片道$7.00 往復$12.00
  - 小人 片道$4.00 往復$7.00

NZでの小人運賃とは学生のことである（高校生まで小人運賃適用）
- 運行
  - 月曜から金曜
    - 1時間に3本
    - 始発6:00
    - 最終23:05

  - 土日
    - 1時間に2本。
    - 始発7:30
    - 最終22:30

路線ルート情報は市バスセンター ルートマップ、
最新・詳細な情報は市バスセンター時刻表Airportのページを参照のこと。

### 空港関連
- Christchurch International Airport（英語版）
- red bus / クライストチャーチ市バス（空港シャトルバス・英語版）

### 航空学校
- Canterbury Aero Club Inc. / カンタベリーエアロクラブ（英語版）
- International Aviation Academy of New Zealand / インターナショナル エィビエーション アカデミー オブ ニュージーランド（英語版）

### 航空関連
- AIP New Zealand: Christchurch Aerodrome（英語版）